# Leilani Leeane
Leilani Leeane, född den	1 oktober 1992 i Lancaster, Kalifornien, är en amerikansk porrskådespelare.

## Priser och nomineringar
| År   | Utmärkelse                | Resultat  | Kategori                        | Nominerat verk                  | Medvirkende                   |
| ---- | ------------------------- | --------- | ------------------------------- | ------------------------------- | ----------------------------- |
| 2012 | NightMoves Award          | Nominerad | Best New Starlet                | i.u.                            | i.u.                          |
| 2012 | Urban X Award             | Vann      | Rising Star Female              | i.u.                            | i.u.                          |
| 2012 | Urban X Award             | Nominerad | Best Three Way Sex Scene        | Revenge of the Petites (2012)   | Riley Reid Ashley Jane        |
| 2012 | Urban X Award             | Nominerad | Best Three Way Sex Scene        | Black Anal Addiction (2012)     | Bethany Benz Mike Adriano     |
| 2012 | Urban X Award             | Nominerad | Best Anal Sex Scene             | Black Anal Addiction            | Skin Diamond Mike Adriano     |
| 2012 | Urban X Award             | Nominerad | Best Couple Sex Scene           | Racially Motivated 3 (2011)     | Chastity Lynn Erik Everhard   |
| 2013 | AVN Award                 | Nominerad | Best All-Girl Group Sex Scene   | Revenge of the Petites (2012)   | Brett Rossi Dani Daniels      |
| 2013 | AVN Award                 | Nominerad | Best New Starlet                | i.u.                            | i.u.                          |
| 2013 | AVN Award                 | Nominerad | Best POV Sex Scene              | POV Junkie 5 (2012)             | i.u.                          |
| 2013 | XCritic Fans Choice Award | Nominerad | Best New Starlet                | i.u.                            | i.u.                          |
| 2014 | AVN Award                 | Nominerad | Best All-Girl Group Sex Scene   | Belladonna: No Warning 8 (2013) | Adrianna Nicole Ash Hollywood |
| 2014 | AVN Award                 | Nominerad | Best Three-Way Sex Scene: G/G/B | Sex (2013)                      | Asa Akira Brad Armstrong      |